# Ab ovo
Ab ovo (łac. „od jajka”) – zwrot używany przysłowiowo w znaczeniu „od samego początku”.
Jego pochodzenie bierze się najprawdopodobniej od rzymskiego zwyczaju zaczynania uczty od podawania jajek. Istnieje też wyjaśnienie, że chodzi o jajo zniesione przez Ledę, zapłodnioną przez przemienionego w łabędzia Zeusa, z którego wykluła się Helena – przyczyna wojny trojańskiej.
Natomiast Zygmunt Gloger pisze, że ab ovo u Rzymian pochodzi z ich przysłowia (łac.) ab ovo ad mala („od jajka do jabłek”), czyli „od początku do końca, gdyż Rzymianie wieczerze swoje rozpoczynali od jaj, a kończyli na jabłkach”.